# Затенацький Яків Павлович
Яків Павлович Затена́цький ({6 листопада 1902, Велика Кохнівка — 27 травня 1986, Київ) — український радянський мистецтвознавець, доктор мистецтвознавства з 19 листопада 1966 року, професор з 5 червня 1968 року; член Всеукраїнської асоціації пролетарських митців у 1930—1932 роках та Спілки радянських художників України.

## Біографія
Народився 24 жовтня [6 листопада] 1902 року в селі Великій Кохнівці (нині у складі міста Кременчука Полтавської області, Україна). Українець. Протягом 1920—1931 років служив у Червоній армії. Член ВКП(б) з 1925 року. Одночасно у 1926—1927 роках навчався на вечірніх курсах при Київському художньому інституті; у 1927—1929 роках — у художній студії Асоціації художників Червоної України та у 1928—1931 роках — на заочному відділенні історичного факультету Комуністичного університету імені Артема в Харкові.
З 1931 мешкав у Києві, де протягом 1931—1934 років працював директором середніх шкіл, одночасно у 1932—1934 роках навчався в аспірантурі Всеукраїнського історичного музею імені Тарас Шевченка, пізніше обіймав наукові посади в київських музеях, зокрема у 1939—1941 роках був завідувачем відділу Республіканської ювілейної Шевченківської виставки та Центрального державного музею Тараса Шевченка. У 1941 забезпечив евакуацію з Києва архіву та колекції цього музею. У 1942—1944 роках в Алмати працював начальником відділу образотворчого мистецтва Управління у справах мистецтв при Раднаркомі Казахської РСР та директором Казахської державної художньої галереї.
Після повернення до Києва протягом 1944—1960 років працював старшим науковим співробітником в Інституту мистецтвознавства, фольклористики та етнології імені Максима Рильського АН УРСР, заступником директора з наукої роботи; водночас у 1944—1950 роках виконував обов'язки директора Державного музею українського образотворчого мистецтва. 1946 року захистив кандидатську дисертацію на тему «Шевченко-художник (Творчий метод)». У 1960—1964 очолював сектор історії українського мистецтва Академії будівництва й архітектури УРСР та Науково-дослідного інституту теорії, історії та перспективних проблем радянської архітектури у Києві Державного комітету з цивільного будівництва й архітектури при Держбуді СРСР, у 1965—1970 роках очолював сектор історії українського мистецтва останньої зі згаданих установ. 1966 року захистив докторську дисертацію на тему «Актуальні проблеми історії українського образотворчого мистецтва ХІХ—ХХ століть».
Жив у Києві, в будинку на Тверському тупику № 9, квартира № 12. 29 червня 1970 року вийшов на пенсію. Помер в Києві 27 травня 1986 року.

## Роботи
Досліджував історію українського мистецтва XIX століття. Брав участь у підготовці й виданні багатотомних академічних праць. Автор науково-популярних праць, серед яких:
- «Микола Корнилович Пимоненко» (1955);
- «Українське образотворче мистецтво» (1956);
- «Тарас Григорович Шевченко і художники-кріпаки» (1956);
- «Український радянський живопис» (1958; 1961);
- «Живописная Украина» Тараса Григоровича Шевченка" (1959);
- «Тарас Григорович Шевченко» (1961);
- «Тарас Григорович Шевченко і російське мистецтво» (1964);
- «Українське мистецтво першої половини ХІХ століття» (1965).

Був упорядником:
- академічного зібрання творів Тараса Шевченка (у 10 томах; 1961, том 7; 1963, томи 8, 10; 1964, том 9);
- чотиритомного видання «Тарас Григорович Шевченко. Мистецька спадщина» (1961—1964);
- шеститомного «Історії українського мистецтва» (1969, том 4, книга 1, розділ «Станковий живопис першої половини XIX століття»).

## Відзнаки
- Лауреат Державної премії УРСР в галузі науки і техніки (1971; за шеститомну працю «Історія українського мистецтва» разом з Володимиром Заболотним, Павлом Жолтовським, Юрієм Нельговським, Григорієм Головком, Василем Афанасьєвим, Юрієм Асєєвим, Юрієм Турченком, Василем Касіяном, Миколою Бажаном)[1].